# Орасмаа, Йоханнес
Йоха́ннес О́расмаа (эст. Johannes Orasmaa, до 1935 года Йоханнес Роска; 3 декабря 1890 — 24 мая 1943) — эстонский военачальник, генерал-майор.

## Биография
Родился вблизи Нарвы — в деревне Кулгу Йоалаской волости, сейчас это территория Нарвского водохранилища. Закончил гимназию в Нарве, после поступил во Владимирское военное училище и в годы Первой мировой войны воевал в рядах русской императорской армии. В чине штабс-капитана был награждён орденом Св. Владимира 4-й степени.
С началом в ноябре 1918 года Эстонской войны за независимость вступил в эстонскую армию, в рядах которой сражался с немецким ландесвером на юге Эстонии и в Латвии — служил в артиллерии, позже стал командиром бронепоезда.
С 1925 по 1940 год возглавлял Союз обороны Эстонии («Кайтселийт»), считается одним из его основателей. Генерал-майор (1928).
После присоединения Эстонии к СССР, 19 июля 1940 года был арестован НКВД и умер в Вятлаге (Кировская область) 24 мая 1943 года.

## Награды
- Орден Святого Владимира 4-й степени (Российская империя)
- Крест Свободы 2-го класса 3-й степени (19 октября 1920)
- Крест Свободы 1-го класса 2-й степени (2 ноября 1921)
- Военный орден Лачплесиса 3-й степени (28 ноября 1924) (Латвийская республика)
- Орден Белой розы Финляндии командорский крест (30 октября 1925) (Финляндская республика)
- Крест «За заслуги» Союза самообороны (14 апреля 1926) (Финляндская республика)
- Золотой Крест Заслуги (29 июня 1927) (Республика Польша)
- Орден Эстонского Красного Креста 3-го класса (20 февраля 1928)
- Орден Трёх звёзд большой командорский крест (10 апреля 1929) (Латвийская республика)
- Орден Орлиного креста 2-го класса(27 мая 1930)
- Орден Орлиного креста 1-го класса (13 декабря 1933)
- Орден Эстонского Красного Креста 2-го класса 1-й степени (12 февраля 1934)

## Увековечение памяти
7 декабря 2005 года в посёлке Табивере уезда Тартумаа, при поддержке управы волости Табивере и Йыгеваской дружины Союза обороны Эстонии, был открыт памятный камень в честь Йоханнеса Орасмаа. Покров с памятника сняли командир «Кайтселийта» майор Бенно Леэзик (Benno Leesik) и правнук Йоханнеса Орасмаа Харлет Орасмаа (Harlet Orasmaa).